# Lukas Sedlak (Fußballspieler)
Lukas Sedlak (* 9. September 1999 in Meiningen) ist ein deutscher Fußballtorwart. Er steht beim ZFC Meuselwitz unter Vertrag.

## Karriere

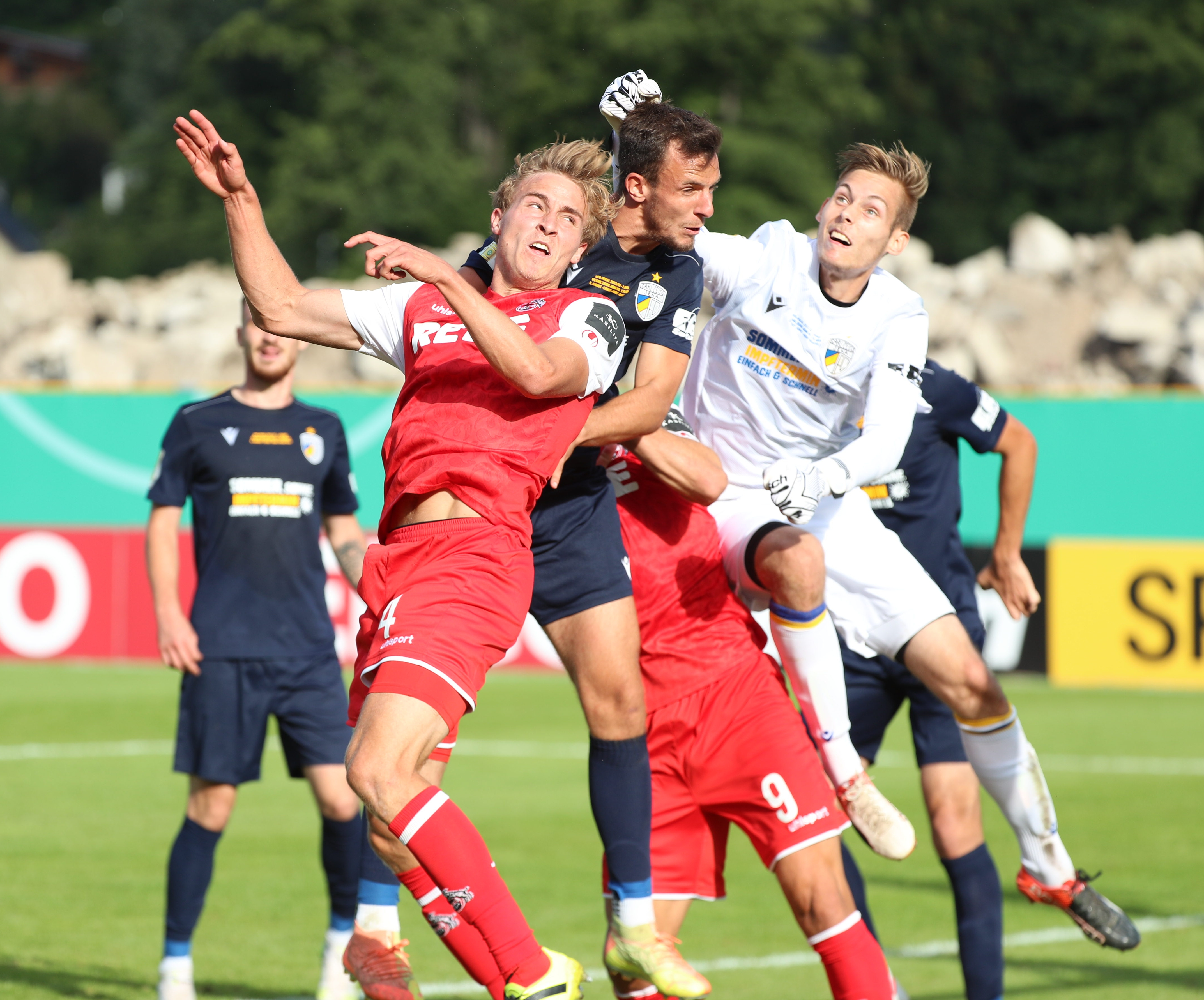
Lukas Sedlak im DFB-Pokalspiel gegen den 1. FC Köln (2021)

Lukas Sedlak begann seine fußballerische Karriere in seiner Heimatstadt Meiningen beim VfL Meiningen 04. Bereits im Jugendbereich wechselte er ans Nachwuchsleistungszentrum des FC Carl Zeiss Jena. Dort stieg er in der Saison 2017/2018 als Teil der U19-Mannschaft in die Junioren-Bundesliga auf. Im Anschluss wurde Sedlak in die Zweite Mannschaft des Vereins übernommen, die in der Oberliga Nordost antrat. In der folgenden Saison 2018/2019 stand Sedlak mehrfach auch im Kader des Drittligateams, kam jedoch nicht zum Einsatz.
Zum Beginn der Saison 2019/2020 wurde sein Vertrag verlängert. Auch in dieser Spielzeit wurde der Torhüter primär in der Oberliga eingesetzt und saß fünfmal in der Dritten Liga auf der Reservebank. Seinen ersten Profi-Einsatz bestritt Sedlak am 1. Juli 2020 gegen die SpVgg Unterhaching. Zu diesem Zeitpunkt stand der Abstieg des FC Carl Zeiss in die Regionalliga Nordost bereits fest und Jo Coppens hatte verkündet, den Verein zu verlassen. Das Spiel endete mit einem Unentschieden. In der darauffolgenden Partie gegen den Mitabsteiger SG Sonnenhof Großaspach stand Sedlak erneut über die gesamte Spielzeit im Jenaer Tor. Das Spiel endete mit einem 1:0-Sieg für Jena.
In der darauffolgenden Spielzeit 2020/21 konnte Sedlak sich gegen Flemming Niemann durchsetzen und avancierte zum Stammtorhüter. In der ersten Runde des DFB-Pokals 2020/21 stand er bei einer 0:2-Niederlage gegen den SV Werder Bremen im Jenaer Tor, auch in der Liga absolvierte er sämtliche Spiele bis zum pandemiebedingten Saisonabbruch.
In der Spielzeit 2021/22 verlor Sedlak zunächst seinen Platz in der Startelf in der Liga an Tom Müller, der zuvor vom Halleschen FC nach Jena gewechselt war. Er bestritt allerdings weiterhin die Spiele im DFB- und Thüringen-Pokal und lief dreimal für die Oberligamannschaft des Vereins auf. Ab November 2021 stand Sedlak wieder als Stammtorhüter in der Regionalliga im Tor.
Im Sommer 2022 wechselte er zum FC Erzgebirge Aue, konnte sich dort aber nicht durchsetzen und absolvierte kein einziges Spiel für den Verein. Zur Saison 2023/24 erhielt er einen Einjahresvertrag beim Thüringer Regionalligisten ZFC Meuselwitz.